# CastleCourt
CastleCourt es un centro comercial en la avenida Royal de Belfast (Irlanda del Norte), en el Reino Unido. Es el tercer centro comercial más grande de Irlanda del Norte después de la Plaza Victoria y Foyleside en Derry. En 2007 tenía aproximadamente 16 millones de visitas al año. El centro fue construido por John Laing en el antiguo sitio que ocupaba el prestigioso Hotel Gran Central. El centro sufrió atentados con bombas, por parte del PiRA en cinco ocasiones durante su construcción, cuatro veces después de su inauguración, y sufrió ataques incendiarios.